# Eudorylas beckeri
Eudorylas beckeri är en tvåvingeart som först beskrevs av Kertesz 1903.  Eudorylas beckeri ingår i släktet Eudorylas och familjen ögonflugor.
Artens utbredningsområde är Sri Lanka. Inga underarter finns listade i Catalogue of Life.